# Michael O'Keefe
No confundir con Michael O'Keeffe.
Michael Raymond O'Keefe (Nueva York, 24 de abril de 1955) es un actor estadounidense. Él actúa desde los años 70, donde participó en muchas series y películas.

## Papeles
| Año  | Título                          | Personaje                         | Notas               |
| ---- | ------------------------------- | --------------------------------- | ------------------- |
| 1974 | The Texas Wheelers              | Jeff                              |                     |
| 1975 | Lucas Tanner                    | Bradd Patterson                   |                     |
| 1975 | Friendly Persuasion             | Josh Birdwell                     |                     |
| 1976 | The Lindbergh Kidnapping Case   | Terry Long                        |                     |
| 1976 | Maude                           | Lee Harrison                      |                     |
| 1978 | The Dark Secret of Harvest Home | Worthy Pettinger                  |                     |
| 1980 | Caddyshack                      | Danny Noonan                      |                     |
| 1982 | Split Image                     | Danny "Joshua" Stetson            | Personaje principal |
| 1983 | Nate and Hayes                  | Nathaniel Williamson              |                     |
| 1984 | Finders Keepers                 | Michael Rangeloff                 | Personaje principal |
| 1985 | The Slugger's Wife              | Darryl Palmer                     | Personaje principal |
| 1985 | The Hitchhiker                  | Richard Shepard                   |                     |
| 1987 | Ironweed                        | Billy Phelan                      |                     |
| 1988 | Unholy Matrimony                | Dr. Cassius William "Bill" Sander |                     |
| 1988 | Disaster at Silo 7              | Sgt. Mike Fitzgerald              |                     |
| 1989 | Bridge to Silence               | Dan                               |                     |
| 1990 | Fear                            | Jack Hays                         |                     |
| 1991 | Out of the Rain                 | Frank Reade                       |                     |
| 1992 | Middle Ages                     | Ron Steffey                       |                     |
| 1993 | Me and Veronica                 | Michael                           |                     |
| 1994 | Incident at Deseption Ridge     | Jack Bolder                       |                     |
| 1996 | The Outer Limits                | Eddie Wexler                      |                     |
| 1996 | Edie & Pen                      | Ken                               |                     |
| 1996 | The People Next Door            | Garrett James                     |                     |
| 1996 | Ghosts of Mississippi           | Merrida Coxwell                   |                     |
| 2000 | Just One Night                  | Wayne                             |                     |
| 2001 | The Pledge                      | Duane Larsen                      |                     |
| 2001 | Herman U.S.A.                   | Dennis                            | Personaje principal |
| 2001 | Law & Order                     | Cally Lonegan                     |                     |
| 2001 | The Glass House                 | Dave Baker                        |                     |
| 2001 | The West Wing                   | Will Sawyer                       |                     |
| 2002 | The Hot Chick                   | Richie                            |                     |
| 2003 | The Inner Circle                | Jack Scott                        |                     |
| 2003 | CSI: Crime Scene Investigation  | Daniel Easton                     |                     |
| 2003 | Delusion                        | Magritte                          |                     |
| 2005 | Night Stalker                   | Doug Panero                       |                     |
| 2006 | House M.D.                      | Fletcher Stone                    |                     |
| 2006 | The Closer                      | Agente Tim Hecht                  |                     |
| 2007 | Criminal Minds                  | Dr. Stan Howard                   |                     |
| 2007 | Cherry Crush                    | Detective Griffin                 |                     |
| 2007 | State of Mind                   | Petrovsky                         |                     |
| 2007 | Michael Clayton                 | Barry Grissom                     |                     |
| 2008 | Chasing 3000                    | Dr. Stuart                        |                     |
| 2008 | American Violet                 | Calvin Beckett                    |                     |
| 2008 | Numb3rs                         | Rev. Joseph Ezra                  |                     |
| 2008 | Eleventh Hour                   | Philip Gifford                    |                     |
| 2009 | Entre fantasmas                 | Dr. Byrd                          |                     |
| 2011 | Emergo                          | Dr. Helzer                        |                     |
| 2015 | Homeland                        | John Redmond                      |                     |

## Premios y nominaciones
Premios Óscar
| Año  | Categoría              | Película          | Resultado |
| ---- | ---------------------- | ----------------- | --------- |
| 1981 | Mejor actor de reparto | El don del coraje | Nominado  |